# Marguerite Marsh

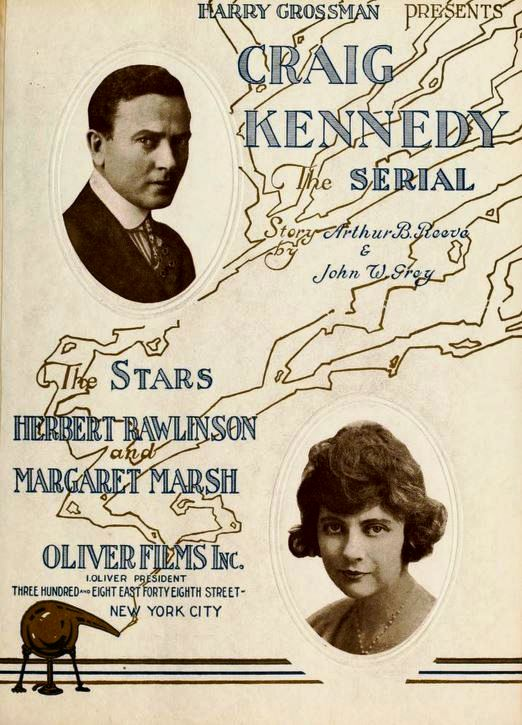
Cartaz do seriado The Carter Case (1919), com Marguerite Marsh e Herbert Rawlinson.

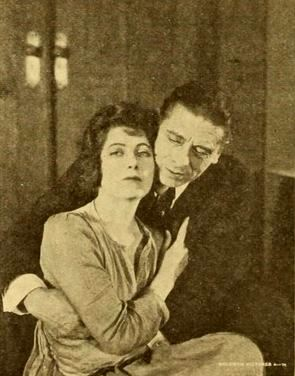
Cena do filme The Eternal Magdalene (1919)

Marguerite Marsh (Lawrence, 18 de abril de 1888 - Nova Iorque, 8 de dezembro de 1925) foi uma atriz de cinema estadunidense da era do cinema mudo. Atuou em 87 filmes entre 1911 e 1923.

## Biografia
Marsh era a mais velha dos seis filhos de S. Charles Marsh e May T. Warne, nascida em Lawrence, Kansas, e era irmã das atrizes Mae Marsh e Mildred Marsh, do diretor de fotografia Oliver T. Marsh e do editor Frances Marsh. O pai de Marguerite era um ferroviário e morreu cedo; sua mãe voltou a casar, com William Hall, e se mudaram para São Francisco, porém o padrasto morreu no terremoto de 1906. Sua tia-avó levou, então, Marguerite e sua irmã Mae para Los Angeles. Na época Marguerite era enfermeira, mas, desistindo da carreira de enfermagem, entrou para a companhia teatral de Oliver Morosco, em Nova Iorque.
No teatro ela atuou em comédias com Raymond Hitchcock, como em The Mascot (1909) e outras produções, e também foi vista com Charles Ruggles. Em outubro de 1909, ela atuou ao lado de Raymond Hitchcock na comédia musical de George M. Cohan, The Man Who Owned Broadway. “Uma fotografia de Miss Loveridge em uma pose sensual neste papel apareceu na primeira página do The Standard e Vanity Fair, em 23 de outubro de 1909”.
Em janeiro de 1911, entrou para a Biograph Company. Sua irmã, Mae Marsh, iniciou sua carreira também na Biograph, substituindo Marguerite em um dia em que ela estava doente, e teve uma proeminente carreira cinematográfica.
No início, era creditada como Marguerite Loveridge, e seu primeiro filme foi The Primal Call, lançado em 1911, para a Biograph Company. Marguerite atuou ao lado de Mary Pickford em 1912, pela Biograph, em filmes como Under Burning Skies, The Mender of Nets, A Voice from the Deep, Just Like a Woman, The Old Actor, Their First Kidnapping Case, The New York Hat e The Leading Man.
Na época em que estava na Biograph, foi emprestada para o Essanay Studios e atuou em alguns Westerns de Broncho Billy Anderson, tais como Broncho Billy and the Bandits e Western Hearts, ambos em 1912. Quando a Biograph foi para o leste, em 1912, Marguerite deixou a companhia, e esteve em outras companhias como a Keystone (entre 1912 e 1913), a Selig Polyscope Company (1913), onde atuou em The Woodman's Daughter, Marguerite and the Mission Funds, e Buck Richard's Bride. Esteve na Majestic Motion Pictures Company, e depois na Thanhouser Film Corporation, em 1914, onde fez filmes como The Chasm e The Man with the Hoe. Posteriormente, atuou em Without Hope (1914), a primeira produção de Fred Mace para a Flamingo Film Company, fundada em outubro de 1914.
Atuou ainda em filmes como Intolerance: Love's Struggle Throughout the Ages, em 1916, num pequeno papel em que interpretou uma debutante, e em The Americano, em 1916, ao lado de Douglas Fairbanks. Atuou em vários seriados, tais como Runaway June (1915), The Carter Case (1919) e The Master Mystery (1920)
Seu último filme foi The Lion's Mouse, em 1923, pela Granger Films. Marsh morreu aos 37 anos, em Nova Iorque, devido a complicações de uma pneumonia.

## Vida familiar
De acordo com o censo estadunidense de 1910 em Los Angeles, Califórnia, Marguerite Marsh estava morando com sua mãe, May, e seu padrasto, William Hall, e era registrada como sendo casada com Donald Loveridge, com uma filha, Leslie Loveridge. Sua filha atuou em um filme denominado The Battle of Elderbush Gulch (1913), ao lado da tia, Mae Marsh. Mais tarde sua filha se tornou Mrs. John Greer.

## Filmografia parcial
- The Primal Call (1911)
- A Voice from the Deep (1912)
- The New York Hat (1912)
- Under Burning Skies (1912)

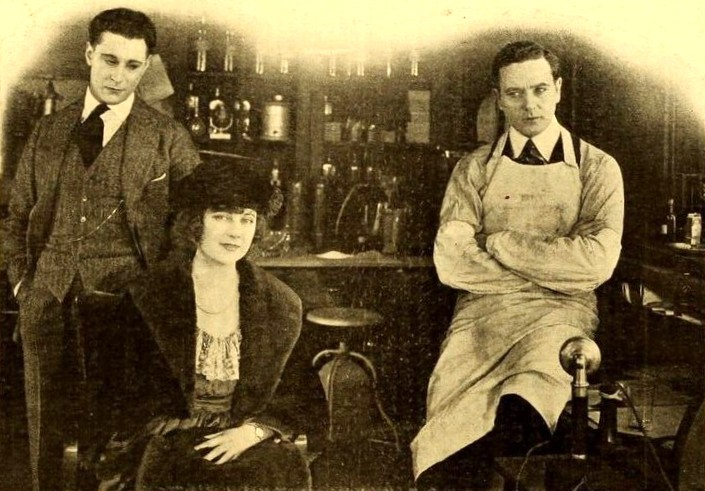
Cena do filme The Carter Case (1919) (também conhecido como The Craig Kennedy Serial)com um ator não identificado, Marguerite Marsh e Herbert Rawlinson.

- Broncho Billy and the Bandits (1912)
- Runaway June (1915)
- The Devil's Needle (1916)
- Intolerance: Love's Struggle Throughout the Ages (1916)
- The Americano (1916)
- The Phantom Honeymoon (1919)
- The Carter Case (1919)
- The Master Mystery (1920)
- Oh Mary Be Careful (1921)
- Boomerang Bill (1922)
- Iron to Gold (1922)
- The Lion's Mouse (1923)